# Michael Busselle
Michael Busselle (4. listopadu 1935 – 13. července 2006) byl anglický fotograf a spisovatel, jehož fotografie a texty byly uvedeny ve více než 50 knihách. Jeho první knihy Master Photography se po celém světě prodalo přes milion výtisků.

## Kariéra
Busselle, narozený v Sevenoaks v Kentu, brzy projevil nadání pro portrétní fotografii. Ačkoli zpočátku pracoval na ministerstvu obrany, v roce 1957 opustil svůj post a stal se fotografem na plný úvazek. Prvních několik let jeho kariéry ve fotografii sestávalo hlavně z asistentských pozic v různých londýnských fotografických studiích. Busselle si nakonec na počátku 60. let otevřel vlastní studio v Covent Garden. Přestože byl úspěšný s portrétními a reklamními úkoly, v 80. letech se začal téměř výhradně zaměřovat na cestování a fotografování volnočasových aktivit, což mu vyneslo několik oceněných kompilací, včetně Průvodce milovníka vína po Francii, který se umístil na druhém místě v soutěži Wine Magazine's Book of the Year, Krajina ve Španělsku, druhý ve španělské fotografické soutěži Otiz Ochague sponzorované ministerstvem cestovního ruchu, a French Vineyards, nominovaný na knihu roku André Simona.
Busselle byl členem Královské fotografické společnosti a pravidelným přispěvatelem do několika časopisů jako The Sunday Express, Connoisseur nebo Atlantic Monthly. Také přednášel a vedl fotografické workshopy.

## Osobní život
Busselle sledoval mezinárodní cestování, kdykoli to bylo možné. Byl ženatý a měl jedno dítě, syna.

## Vybraná bibliografie
- Master Photography: Take and Make Perfect Pictures (Mistrovská fotografie: Pořizování perfektních obrazů, 1978) ISBN 0-528-81079-0
- Complete Guide to Photographing People (Kompletní průvodce fotografováním lidí, 1983) ISBN 0-89586-292-1
- The Encyclopedia of Photography (Encyklopedie fotografie, 1983) ISBN 0-7064-1741-0
- The Wine Lover's Guide to France (Průvodce milovníka vína po Francii, 1986) ISBN 1-85145-005-X
- Landscape in Spain (Krajina ve Španělsku, 1988) ISBN 1-85145-246-X
- The Complete 35mm Sourcebook (1992) ISBN 0-8174-3704-5
- Creative Digital Photography (Kreativní digitální fotografie, 2002) ISBN 0-8174-3730-4
- Photographing Landscapes and Gardens (Fotografování krajiny a zahrad, 2002) ISBN 2-88046-676-8